# David Watson (calciatore 1973)
David Watson, detto Dave (Barnsley, 10 novembre 1973), è un allenatore di calcio ed ex calciatore inglese, di ruolo portiere.